# I. Hugó, Blois grófja
I. Hugó (franciául: Hugues Ier de Châtillon; 1197 után – 1248. április 9.) francia nemesúr, Châtillon, Troissy és Crécy ura, 1226–1248 között Saint-Pol grófja, valamint a Mária, Blois grófnőjével kötött házassága révén 1230–1241 között Blois grófja.

## Élete
III. Valter châtilloni úr és Élisabeth de Saint-Pol fiaként született. Apja halála után Saint-Pol grófja lett V. Hugó néven.
Első felesége Agnès de Bar volt. Második felesége, Mária, Blois grófnője révén 1230-tól Mária 1241-ben bekövetkezett haláláig I. Hugó néven Blois társuralkodó grófjaként uralkodhatott. Harmadjára Marie de Guînes-nel kötött házasságot.
1226-ban Hugó megalapította a couilly-i cisztercita Pont-aux-Dames apátságot. Részt szándékozott venni a IX. Lajos francia király indította hetedik keresztes hadjáratban, de halála miatt erre nem kerülhetett sor.

### Gyermekei
Hugónak második feleségétől, Mária grófnőtől született gyermeke:
- János, Blois grófja
- Guidó, Saint-Pol grófja
- Valter, Châtillon, Crécy, Crèvecœur és Troissy ura
- Hugó